# Famille Verschneider
Les Verschneider était une famille d’organiers mosellans.

## Les organiers Verschneider
Originaire de Puttelange (Moselle), cette famille d’organiers lorrains construisit des instruments dans tout l’est de la France de la fin du XVIIIe siècle et pendant tout le XIXe siècle. Ils firent de nombreux instruments dans le Haut-Rhin, surtout après la mort de Joseph Callinet.
La dynastie Verschneider compte en particulier : 
- à la première génération: Michel Verschneider (1729 - 1797) ;
- son fils: Jean-Frédéric I Verschneider (1771 - 1844) ;
- à la troisième génération: Jean-Frédéric II (1810 - 1884), Jean-Georges (1815 - 1865), et Nicolas (1818 - 1899). Les trois frères partirent se perfectionner à Paris auprès de John Abbey et revinrent à Puttelange en 1837, avant de se séparer en 1848. Jean-Frédéric II conserva l'atelier familial de Puttelange, alors que Jean-Georges & Nicolas s'installèrent à Rémering-lès-Puttelange. Les orgues produits dans les deux ateliers étaient de facture quasiment identique.
- Il faut également citer Charles Verschneider (1825-1865), le plus jeune des frères de Jean-Frédéric II. Il fit sa carrière surtout à Paris où il fut, dès 1845, premier harmoniste chez Daublaine Callinet alors dirigé par Pierre-Alexandre Ducroquet, et son chef-d'œuvre est la reconstruction de 1849 à 1854 de l'orgue de Saint-Eustache à Paris en collaboration avec Charles Spackmann Barker; mais il travailla également au sein de l'atelier familial. Lui sont attribués notamment les orgues de Besançon Notre-Dame, Naisey-les-Granges, Frévent Saint-Hilaire et, pour Ducroquet, Vitré Notre-Dame.

Pour les représentants de la lignée directe, la qualité de leurs buffets en chêne sculptés est proche des buffets d'orgues du XVIIIe siècle. Leurs palettes sonores sont parfaitement bien adaptées au répertoire liturgique de la seconde moitié du XIXe siècle. Ces orgues sont appréciés des organistes grâce à leurs sonorités, aux diverses combinaisons envisageables et à la possibilité de jouer un large répertoire.
Instruments provenant des ateliers Verschneider :
- dans le Territoire de Belfort : Bessoncourt (1860), Boron (1878), Châtenois-les-Forges (1859), Giromagny (1874), Lepuix (1882), Phaffans (1858) (voir note ci-dessous), Réchésy (1865) ;
- en Meurthe-et-Moselle : à l'église Saint-Georges (XIe - XVIe siècle) d'Essey-lès-Nancy(1851) ;
- en Meuse à Saint-Maurice-sous-les-Côtes, à l'église Saint Étienne de Saint-Mihiel (orgue de chœur);
- en Moselle : à l'église Saint-Lambert de Guenviller, à l'église Saint-Rémy d'Altviller, en l’église Saint-Nicolas de L'Hôpital, en l'église Saint François de Sales de Diffembach-les-Hellimer, en l'église Saint Joseph de Petit-Tenquin, et en l'église Saint-Coloman de Garrebourg ;
- dans le Bas-Rhin à Herbitzheim.

## Franz Staudt
Quelques années après la mort de Jean Frédéric II Verschneider, c'est son contremaître et harmoniste, Franz Staudt (1860-1938) qui prit la succession de l'atelier de Puttelange. On lui doit de nombreuses réalisations principalement en Moselle et notamment la construction de son instrument le plus important, celui de Contz-les-Bains.
Franz Staudt vit le jour en 1860 à Puttelange-aux-Lacs non loin de Sarreguemines. Il fut ouvrier et contremaître de la firme Verschneider.En 1890, il prit la succession de l’entreprise sous son nom et en créa une nouvelle. Entre 1893 et 1914, il construisit ou travailla sur plus de soixante-dix instruments. Il fut un harmoniste recherché et ses orgues furent louées par nombre de personnalités issues aussi bien du monde ecclésiastique que des experts en facture d’orgue. À la fin du XIXe siècle et au début du XXe, il demeura l’organier le plus important après la firme de Dalstein-Haerpfer, qui fut également son principal concurrent. Au meilleur de ses productions, il avait à sa charge une dizaine d’ouvriers. Son activité prit fin avec la Première Guerre Mondiale. Franz Staudt mourut en 1938. François Menissier parle de la facture d’orgue de Staudt comme étant une « parfaite assimilation des techniques de construction[…] et d’un réel sens de la sonorité »

## Note sur les orgues dePhaffans(Territoire de Belfort)
En 1705, dans l'ancienne église, il existait déjà un orgue puisque les archives nous révèlent qu'une somme de quarante neuf livres baloises avait été allouée pour sa réparation. En 1745, cet instrument existait toujours dans la nouvelle église reconstruite.
En 1845, le curé de l'époque décide d'acheter les orgues de l'ancienne église de Masevaux, mais à la suite d'un différend entre ce dernier et le conseil de fabrique (qui se terminera devant les tribunaux à Colmar), elles seront revendues à la paroisse de Grandvillars (Territoire de Belfort) la même année.
En 1858, son successeur achète pour 5 000 francs un orgue neuf à Jean-Georges & Nicolas Verschneider. L'inauguration de l'instrument a lieu le 5 octobre 1858.
En 1934 les orgues subissent une première restauration, puis une autre de 1966 à 1974, avec un agrandissement. Aujourd'hui l'orgue comprend 24 jeux.
Le buffet de bois sculpté (1858) est classé aux monuments historiques depuis 1977. Il forme un bel ensemble composé d'un grand orgue à trois tourelles, dominant un positif de dos. L'instrument comporte deux claviers et un pédalier.